# لئو اورتیز
لئو اورتیز (انگلیسی: Léo Ortiz؛ زادهٔ ۳ ژانویهٔ ۱۹۹۶) بازیکن فوتبال اهل برزیل است.
از باشگاه‌هایی که در آن بازی کرده‌است می‌توان به باشگاه ورزشی اسپورت رسیفی اشاره کرد.